# Macrocera insignis
Macrocera insignis är en tvåvingeart som beskrevs av John Richard Vockeroth 1976. Macrocera insignis ingår i släktet Macrocera och familjen platthornsmyggor.
Artens utbredningsområde är New Hampshire. Inga underarter finns listade i Catalogue of Life.